# 2020년 새우잡이 어선 피랍 사건
2020년 새우잡이 어선 피랍 사건은 2020년 5월 3일, 오전 4시40분께(현지시간) 가봉 인근 해상에서 조업 중이던 새우잡이 어선과 선원 6명이 해적에게 납치된 사건이다.

## 역사
2020년 5월 3일, 오전 4시40분께(현지시간) 가봉 인근 서아프리카 해상인 가봉 수도 리브르빌 인근 산탄 클라라 연안에서 조업 중이던 새우잡이 어선과 선원 6명이 해적에게 납치되었다. 해적 10여 명은 두 어선인 세네갈 선적 아메르제(Amerger) 2호와 아메르제 7호의 선원 18명을 한 배로 몰아 적도 기니의 코리스코섬으로 이동시켰고, 50대 한국인 선장 1명과 인도네시아 선원 3명, 세네갈 선원 2명 등 모두 6명을 스피드보트로 납치해 도주했다. 조업 당시 아메르제 2호 및 7호에는 각각 9명의 선원이 탑승해 있었는데, 납치세력들은 아메르제 2호 선원 9명을 모두 7호로 이동시킨 뒤 북쪽 방향인 적도기니 코리스코섬으로 이동했다.
5월 3일, 외교부는 피랍 사실을 인지한 이후 재외국민보호대책본부를 가동하고 주변국과 협조를 요청했다. 정부는 피랍사건을 인지한 후 즉각 외교부 본부 및 현지공관 (주가봉대사관, 주나이지리아대사관, 주프랑스대사관)에 재외국민보호대책본부와 현장대책반을 설치해 24시간 대응체제를 가동했다.
6월 8일(현지시간), 해적에 납치된 후 36일 만에 한국인 선장 50대 김모씨가 풀려났다. 석방 후 김씨는 주나이지리아 한국대사관이 마련한 장소에서 안전하게 보호를 받다가 항공편이 마련되는대로 귀국길에 올랐다.
6월 10일, 선장 김모씨는 오후 3시 50분 인천국제공항을 통해 귀국했다.
소말리아 해적들은 선원 12명을 선별해 석방하고, 6명만 억류하여 선사를 통해 몸값 협상을 요구해왔다. 대한민국 정부는 선장 김모씨의 안전을 위해 모든 협상을 비공개로 처리했다.
가봉 해역에서 발생한 해적 공격은 지난 6개월 동안 2번 이상 발생했다. 2019년 12월 수도 리브르빌 인근 해상에서 선박들이 공격을 받았고 중국인 선원 4명이 억류되고 가봉인 선장 1명이 살해됐다.

## 서아프리카 해적
이번 해적은 동아프리카 해안의 소말리아 해적과는 다른 단체이다. 이번 사건은 서아프리카 해안에서 발생했다.
해양수산부는 2020년 1분기 전 세계 해역에서 47건의 해적사고가 발생해 지난해 같은 기간(38건)보다 24% 증가했다고 밝혔다. 지역별로는 서아프리카 해역에서 발생한 사고가 21건으로 가장 많았고, 아시아 해역이 19건으로 뒤를 이었다. 특히 총기 사고 4건은 모두 서아프리카 해역에서 발생했고 선원 납치 역시 77%가 서아프리카 해역에 집중되었다.
한국은 동아프리카 해역의 소말리아 해적을 퇴치하기 위해 청해부대를 장기간 파병중인데, 최근 추세는 동아프리카 해적이 아니라 서아프리카 해적이 문제라는 것이다.
최성용 해수부 해사안전관리과장은 "최근 소말리아 해역뿐 아니라 서아프리카 기니만 해역과 말라카 해협 등에서도 해적 공격이 증가하고 있어 이에 대한 대비가 필요하다"고 말했다.
그간 해적 출몰이 가장 잦았던 해역은 소말리아 앞바다였지만, 최근에는 서아프리카와 아시아에서 해적 사고가 많이 발생한다. 2018년 전 세계 해적 사고 201건 중 아시아에서 85건, 서아프리카에서 82건이 발생해 두 해역이 약 80%를 차지한다. 동남아시아 해역에서는 주로 해상 강도가 빈번하나, 서아프리카에서는 선박 피랍 등 심각한 해적 사고가 급증하고 있어 이곳을 지나는 선박들의 각별한 주의가 요구된다.

## 청해부대
2018년 4월 1일, 가나 해상에서 서아프리카 해적에 의해 한국인 어부 3명이 납치되었다. 청해부대의 문무대왕함은 동아프리카 오만 살랄라 항구에 주둔하고 있는데, 남아메리카공화국 희망봉을 지나 가나까지 12,000 km 정도 거리를 이동해서, 16일에 가나 해상에 도착했다. UDT 대원 30명이 탑승해 있다.

## 보코하람
서아프리카에는 이슬람 극단주의 무장세력 보코하람이 자주 문제되어, 2016년 미국 아프리카 사령부(AFRICOM)는 보코하람 퇴치를 위해 아프리카에 2번째 상주 미군기지를 건설하려고 했다. 카메룬에 미국 특수부대가 파병되어, 카메룬군 기지를 사용중이다.